# جيمس ماكغراث
جيمس ماكغراث (بالإنجليزية: James McGrath)‏ هو رسام ومهندس معماري أسترالي، ولد في 1969 في سيدني في أستراليا.